# Royalty's
Royalty's zijn een betaling door een partij, de licentienemer of franchisenemer aan een andere partij die eigenaar is van een bepaald goed, de licentiegever of franchisegever voor het recht op doorlopend gebruik van dat goed. Royalty's worden doorgaans overeengekomen als een percentage van de bruto- of netto-inkomsten die zijn verkregen uit het gebruik van een actief of een vaste prijs per verkochte eenheid van een onderdeel hiervan, maar er zijn ook andere rekenmethoden voor vergoeding. Eigenaren van deze goederen worden beschermd door auteursrecht.

## Inning en Uitbetaling
In België is de regeling van de Billijke vergoeding van kracht. Dit is een regeling om de naburige rechten van muzikanten-vertolkers en producenten van muziek te vergoeden voor het gebruik in de publieke ruimte van door hun uitgevoerd of geproduceerd werk.
Deze regeling wordt behartigd door Sabam, de Belgische vereniging van auteurs, componisten en uitgevers. Sabam is een acroniem dat staat voor "Société d’Auteurs Belge – Belgische Auteurs Maatschappij". 
In Nederland bestaat de regeling van de Naburige rechten. Dit zijn een aantal rechten die naast het auteursrecht staan en die een uitvoerend kunstenaar of producent het recht geven te beslissen over opname, vermenigvuldiging en uitzending van een uitvoering en daar een billijke vergoeding voor te ontvangen.
Royalty's worden in Nederland aan rechthebbenden uitbetaald door de Stichting ter Exploitatie van Naburige Rechten (SENA). 